# Шашина, Елизавета Сергеевна
Елизаве́та Серге́евна Ша́шина (1805, Санкт-Петербург — 12 октября 1903, с. Глубокое Тверской губернии) — русская певица и композитор. Сестра архитекторов М. С. и А. С. Шашиных.

## Биография
Дочь дворовых людей графа А. С. Строганова Сергея Николаевича Шашина (1773—1855) и жены его Дарьи Филипповны. Получив вольную в 1800-х годах, Сергей Шашин стал известным обойным мастером. Выполнял заказы на украшение помещений императорских дворцов и многих петербургских особняков, чем смог заработать себе состояние. Владел жилым кварталом на Литейной улице и вышел на пенсию в чине коллежского регистратора.
Елизавета вместе с сестрой-погодкой Аглаей (1806—1893) воспитывалась в Елизаветинском институте. С детства у них обнаружились прекрасные вокальные данные. Но из-за тяжёлой болезни Елизавета утратила свой замечательный голос. После окончания института сёстры совершенствовали своё музыкальное образованиe и брали платные уроки у различных учителей. Елизавета изучала теорию музыки и стала замечательной пианисткой. Выступала с концертами, аккомпанируя сестре Аглае, обладательнице «дивного контральто на три октавы, от „до“ до „до“».
С конца 1840-х годов Елизавета Шашина начала сочинять собственные романсы. Она считается автором популярных романсов на стихи М. Ю. Лермонтова, включая широко известный «Выхожу один я на дорогу» (СПБ, 1861), ставший народной песней, а также «Мцыри» («Дитя моё, останься здесь») (1863), «Не плачь, не плачь, мое дитя» (1864), «Нет, не тебя так пылко я люблю» (1871), «К Л.» («У ног других не забывал») (1874), «Нищий» (1879). Первые романсы Шашиной были изданы в начале 1850-х годов. Начиная с 1856 года её произведения печатались отдельными тетрадями и в музыкальных журналах.
В 1840—1850-х годах Шашины довольно часто выступали на домашних концертах в светских салонах Петербурга, где, по словам Е. А. Штакеншнейдер, производили странное впечатление: «Высокие, со строгими чертами лица, не молодые, одеты с ног до головы в чёрное, они едва поздоровавшись и, не проронив ни одного слова, тотчас принимались за дело, пели, напивались чаю, и так же молча удалялись». Не будучи замужем, в начале 1850-х годов они взяли на воспитание бедную девочку-сироту, которую определили в один из частных женских пансионов. После смерти отца и раздела имущества в 1855 году Шашины смогли осуществить свою давнюю мечту — посетить Европу. Около двух лет они провели в Италии, после переехали в Париж и только летом 1858 года вернулись в Петербург, где жили в доме на Большой Охте.
Вскоре из-за материальных трудностей Шашины были вынуждены переехать в Тверскую губернию в небольшую усадьбу Глубокое, принадлежавшую их младшему брату Михаилу. Там Елизавета Сергеевна продолжала сочинять новые романсы, которые посылала в нотные издательства обеих столиц. Иногда на зиму она с сестрой уезжала в Москву или в Петербург, где подрабатывала уроками музыки. В 1860—1870-х годах Шашины посещали Кавказ и курорт Железноводск. Елизавета Сергеевна умерла в глубокой старости осенью 1903 года, пережив сестру на десять лет. Похоронена на сельском кладбище села Глубокое Вышневолоцкого уезда у церкви во имя Святого Георгия Победоносца. В Глубоком сохранился дом помещика Винтергалтера, сына воспитанницы Шашиных.